# Bassi (département)
Pour les articles homonymes, voir Bassi.
Cet article concerne le département et la commune rurale. Pour le village chef-lieu, voir Bassi (Burkina Faso).
Bassi est un département et une commune rurale de la province du Zondoma, situé dans la région du Nord au Burkina Faso.

## Géographie

### Démographie
- En 2006, le département comptait 21 741 habitants recensés[1].

## Administration

### Villages
Le département se compose administrativement de seize villages, dont le village chef-lieu homonyme (données de population consolidées en 2012, issues du recensement général de 2006) :
- Bassi (3 140 habitants en tout, 2 940 habitants sans Sandéba), chef-lieu
  - Sandéba (200 habitants), rattaché à Bassi
- Guiri-Guiri (2 668 habitants)
  - Taslima, rattaché à Guiri-Guiri
- Kénéko (494 habitants)
- Kèra (1 868 habitants)
- Kèra-Douré (2 636 habitants)
- Lintiba (1 183 habitants)
- Ouettigué (548 habitants)
- Pella (1 287 habitants)
- Rondolga (1 482 habitants)
- Sapéla (729 habitants)
- Saye (2 246 habitants)
- Sompéla (117 habitants)
- Songodin (600 habitants)
- Sorogo (506 habitants)
- Tougouya-Koko (2 053 habitants)
- Tourgo-Silmi-Mossi (184 habitants)